# مانويل راموس أوتيرو
مانويل راموس أوتيرو (بالإنجليزية: Manuel Ramos Otero)‏ هو شاعر أمريكي، ولد في 20 يوليو 1948 في Manatí, Puerto Rico ‏ في الولايات المتحدة، وتوفي في 7 أكتوبر 1990 في سان خوان في الولايات المتحدة.